# Онужик Іван
Онужик Іван (1954) — український поет, есеїст.

## З біографії
Народився 1954 року на Мараморощині в Румунії. Емігрував до США. Мешкає у штаті Нью-Джерсі (США).

## Творчість
Автор збірок поезій «Монолог і полум'я», «Апокрифи надії», літературознавчих статей.
PHD: Iconology and Hypostatics in Dostoevsky's The Brothers Karamazov and in the Works of Augustine
http://www.collectionscanada.gc.ca/obj/thesescanada/vol2/001/nq91840.pdf
Ioan Onujec
University of Toronto, 2004—278 стор.
Окремі видання:
- Онужик Іван. Своємірні міркування над буттям і небуттям //Світо-Вид. — 1990. — Вип. 2.
- Онужик Іван. Міркування між долею та відвагою.//Світо-Вид. — 1993. — Київ-Нью-Йорк. Вип. 11.